# 霍震寰
霍震寰，SBS，JP（1949年5月12日—），籍贯广东番禺，出生于香港，香港商人。主要职务為港區全國人大代表、香港中華總商會會長、有荣有限公司董事总经理。

## 背景
霍震寰生于香港，是霍英东博士之次子。霍震寰早年就讀香港摩利臣山官立小學（1957年至1960年）及聖貞德學校（1960年至1963年），後到英國 Mildfield School 完成中學課程（1963年至1967年）。他在英國唸完中學後，1967年考上了加拿大英屬哥倫比亞大學。由於自己不想放棄繼續求學的機會，於是取得學士及碩士學位之後（1967年至1973年，主修數學）才回到香港打理家族生意。及至1973年，他學成回港，成了會計方面的專家。霍震寰現時是霍英東集團董事兼總經理。

## 家庭
霍震寰在1981年12月10日與息影女演員陳琪琪結婚，育有1女及2子。

## 其它职务
- 霍英东基金有限公司董事
- 中国人民政治协商会议广东省第9届常务委员会委员
- 中华全国工商业联合会副主席
- 中华海外联谊会副會長
- 香港中華總商會會長
- 香港培华教育基金会常务委员会主席
- 香港中文大学联合书院校董会校董
- 香港科技大学大学顾问委员会委员
- 香港公开大学校董会委员
- 香港管理专业协会理事会会员及执行委员会委员
- 香港武术联会会长
- 国际武术联合会执行委员会委员
- 博鳌亚洲论坛理事会理事
- 推選委員會委員
- 選舉委員會委員
- 澳娛綜合度假股分有限公司董事

## 轶事

### 武林高手
學業有成的霍震寰並不是一介書生，不為人知的是，他還練有一身好武藝。
在英國讀中學時，就開始學柔道、空手道，上大學后轉而練太極拳，並開始迷上中國拳術。霍震寰回港后，拜意拳大師韓星垣為師，學習內家拳“意拳”，並向北京意拳名家姚宗勛求教，一練就是20多年，在意拳上達到一定造詣，成為香港意拳學會會長。
出於對武術的熱愛，霍震寰還曾親自率領香港武術隊，赴馬來西亞吉隆坡，參加有52個國家和地區，600多名武林高手參加的、規模盛大的第二屆世界武術錦標賽，並獲得兩面金牌、三面銀牌、四面銅牌。
雖然醉心武學，但霍震寰本身並不是好勇斗狠之人。他說，自己習武主要是為傳播中華武藝。

## 榮譽
- 非官守太平紳士（2003年）
- 銀紫荊星章（2005年）